# Chiesa di San Martino (Novella, Italia)
La chiesa di San Martino è una chiesa sussidiaria a Carnalez, frazione di Novella, in Trentino. Fa parte della zona pastorale delle Valli del Noce e risale al XVI secolo.

## Storia

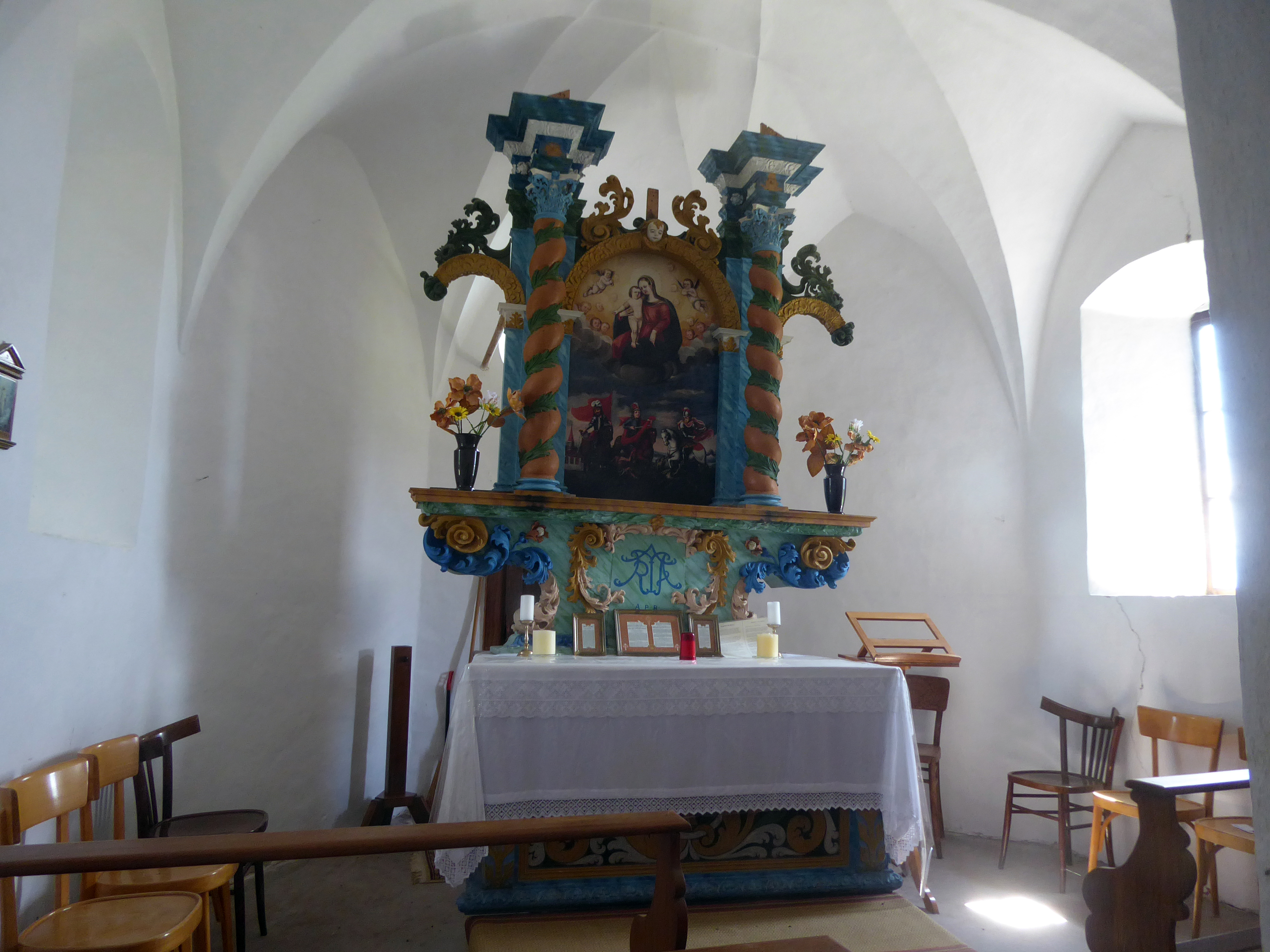
Interno

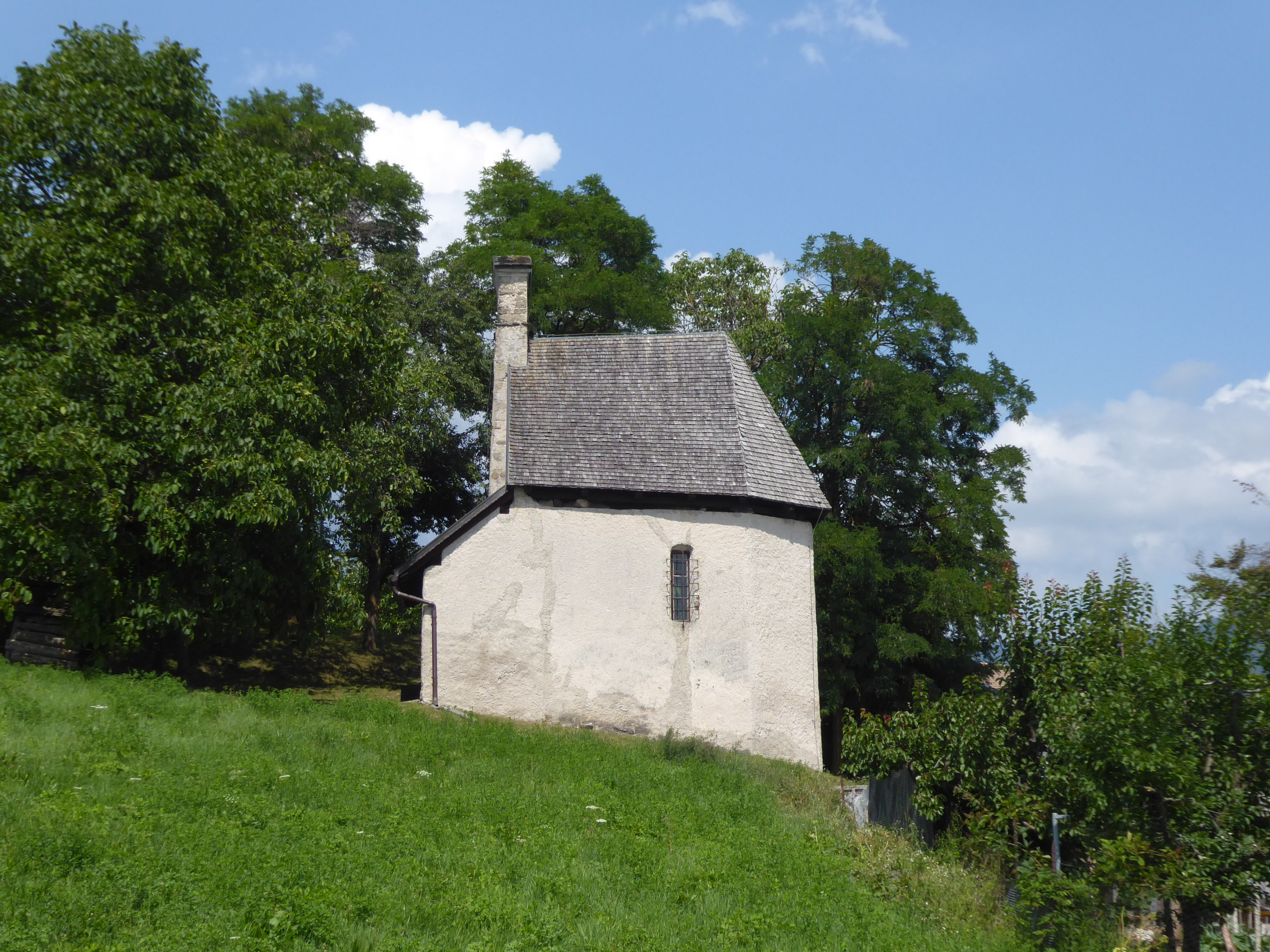
Vista laterale

Tradizionalmente la devozione per San Martino è molto antica e la dedicazione della piccola chiesa al santo ha fatto pensare che la costruzione del luogo di culto fosse da anticipare, tuttavia la prima citazione che la riguarda si trova soltanto nel 1537, negli atti relativi ad una visita pastorale del cardinale e principe vescovo di Trento Bernardo Clesio.
La consacrazione dell'altare dedicato al titolare avvenne nel 1649 e fu officiata da Jesse Perghoffer, vescovo suffraganeo di Bressanone, che diede disposizioni affinché fossero restaurate le decorazioni murali (in seguito perdute).
Il piccolo campanile a vela fu costruito sulla parte anteriore dell'edificio nel 1694 e la campana che poi vi fu installata venne preparata solo nel 1762, ad opera del fonditore Pietro Saletti.
Gli ultimi interventi di restauro conservativo sono stati realizzati nel 1984 ma non sono noti i particolari dei lavori.

## Descrizione
La piccola chiesa è posizionata in luogo elevato e solitario. La semplice facciata a due spioventi ha un grande e massiccio portico anteriore per tutta la sua larghezza. Al centro il portale è contenuto in una larga cornice che, in alto, prosegue nella struttura del campanile a vela.
La navata interna è unica senza separazione tra aula e presbiterio.
L'altare ligneo policromo di fattura artigianale risale al 1795, e la sua costruzione venne ordinata dall'arciprete De Menghin.